# Arkadiusz Waloch
Arkadiusz Waloch (ur. 21 listopada 1932 w Poznaniu) – polski malarz, rysownik, pedagog Państwowego Liceum Sztuk Plastycznych w Zakopanem.

## Życiorys
W latach 1953–1955 studiował grafikę propagandową w filii krakowskiej Akademii Sztuk Pięknych w Katowicach i malarstwo w Akademii Sztuk Pięknych w Krakowie. Dyplom w pracowni prof. Emila Krchy w 1961 roku.
Od 1959 roku mieszka w Zakopanem.
W 1961 roku podjął pracę w Państwowym Liceum Sztuk Plastycznym im. A. Kenara w Zakopanem, gdzie prowadził pracownię rysunku i malarstwa. Zasiadał w Zarządzie Okręgu ZPAP (przez 10 lat); a przez 2 kadencje był jego prezesem. Wchodził też w skład Miejskiej Rady Narodowej w Zakopanem. W latach 1963–1972 kierował galerią „Pegaz”. Artysta posiada galerię autorską w Zakopanem. 
Od roku 1960 (pierwsza wystawa miała miejsce w Muzeum Tatrzańskim w Zakopanem) Waloch prezentował swe obrazy na kilkunastu wystawach indywidualnych w kraju i za granicą m.in. Francja, Czechosłowacja, Norwegia, Niemcy, Finlandia. W czerwcu 2010 r. w Miejskiej Galerii Sztuki im. Władysława hrabiego Zamoyskiego w Zakopanem miała miejsce wystawa pt. „Arkadiusza Walocha – Malarstwo. 50 lat pracy twórczej”.
Ulubioną tematyką malarza są pejzaże tatrzańskie, portrety rodziny i autoportrety.
Z twórczości szczególną popularność artyście przyniósł tzw. „cykl papieski” (wizerunki Jana Pawła II).

## Życie prywatne
Żona Anna Waloch, dyrektor w latach 1968–2007 Miejskiej Galerii Sztuki w Zakopanem. Wujek  himalaisty Macieja Berbeki (1954–2013).